# Halolaelaps (Saprogamasellus)
Halolaelaps (Saprogamasellus) – podrodzaj roztoczy z kohorty żukowców i rodziny Halolaelapidae.
Takson ten został wprowadzony w 1952 roku przez Götza. Jego diagnozę podali w 1995 roku Czesław Błaszak i Rainer Ehrnsberger.
Żukowce te mają tektum zwieńczone trzema wierzchołkami. Środkowy wierzchołek tektum jest rozwidlony i nieco dłuższy od bocznych. Boczne wierzchołki są natomiast piłkowane. Uda pierwszej pary odnóży opatrzone są 12 szczecinami, biodra drugiej pary pozbawione ostróg, a kolana trzeciej pary dorosłych i deutonimf mają po 9 szczecin. U samców występuje tarczka sternogenitalna.
Roztocze te żyją w strefie morskiego litoralu.
Należą tu gatunki:
- Halolaelaps albertii Blaszak et Ehrnsberger, 1993
- Halolaelaps balticus Sellnick, 1957
- Halolaelaps caesariensis Athias Henriot, 1961
- Halolaelaps claudiae (Blaszak et Ehrnsberger, 2000)
- Halolaelaps coxalis Sellnick, 1957
- Halolaelaps giganteus Blaszak et Ehrnsberger, 1998
- Halolaelaps goetzi (Blaszak et Ehrnsberger, 2002)
- Halolaelaps hirschmanni (Blaszak et Ehrnsberger, 2002)
- Halolaelaps hispanicus Blaszak et Ehrnsberger, 1999
- Halolaelaps hyatti (Blaszak et Ehrnsberger, 2002)
- Halolaelaps lunatus Karg, 1979
- Halolaelaps nodosoides Blaszak et Ehrnsberger, 1993
- Halolaelaps nodosus Willmann, 1952
- Halolaelaps obtusus Blaszak et Ehrnsberger, 1993
- Halolaelaps propinquus Blaszak et Ehrnsberger, 1993
- Halolaelaps rafalskii Blaszak et Ehrnsberger, 1993
- Halolaelaps reinharti Blaszak et Ehrnsberger, 1993
- Halolaelaps reticulatus (Blaszak et Ehrnsberger, 2000)
- Halolaelaps silveae Blaszak et Ehrnsberger, 1993
- Halolaelaps similis Blaszak et Ehrnsberger, 1993
- Halolaelaps simplex Sellnick, 1957
- Halolaelaps sinuosus Blaszak et Ehrnsberger, 1993
- Halolaelaps strenzkei Gotz, 1952